# Sito Castro
Luis Castro Rodríguez, más conocido como Sito Castro (La Coruña, España, 21 de mayo de 1980), es un futbolista español. Su demarcación en el campo suele ser de lateral derecho, aunque también ha jugado de lateral izquierdo. 

## Trayectoria
Empezó su carrera profesional en Segunda B en el CD Lugo en la temporada 2001/02, siendo cedido luego al CD Calahorra en 2002, y recalando finalmente en el Racing Club de Ferrol donde tuvo la oportunidad de jugar en la Segunda División.
Una vez finalizado su contrato en el equipo departamental, y ante la falta de acuerdo en la renovación del mismo, Sito fue fichado por Ipswich Town tras un periodo de prueba, perteneciendo a la primera plantilla de este club durante tres temporadas, y cuajando una buena temporada en la 2007-2008 tras dos años en los que se vio mermado por lesiones y bajo estado de forma, anotando su único gol para este equipo el 22 de marzo de 2008 ante el Scunthorpe
El 25 de junio de 2008 ficha por la UD Salamanca, donde se le otorga el dorsal 2, ocupando la posición de lateral izquierdo titular al estar el derecho reservado para el capitán del equipo Raúl Gañán, y teniendo buenas actuaciones hasta que una inoportuna lesión le aparta del equipo titular. En el año 2014 ficha por el C.D. Calahorra, club con el que asciende a segunda división b en la temporada 2017-18.
Actualmente es jugador de la S.D. Logroñés del grupo XVI de Tercera División.

## Clubes

### Juvenil
| Club                                    | País   | Año       |
| --------------------------------------- | ------ | --------- |
| Deportivo de la Coruña (División Honor) | España | 1998-1999 |
| Imperator Oar SF                        | España | 1999-2000 |

### Profesional
| Club                  | País       | Año       |
| --------------------- | ---------- | --------- |
| CD Lugo               | España     | 2001-2002 |
| CD Calahorra (cedido) | España     | 2002      |
| Racing Club de Ferrol | España     | 2002-2005 |
| Ipswich Town          | Inglaterra | 2005-2008 |
| UD Salamanca          | España     | 2008-2012 |
| Peña Sport            | España     | 2012-2013 |
| CD Alfaro             | España     | 2013-2014 |
| CD Calahorra          | España     | 2014-2018 |
| SD Logroñés           | España     | 2018      |